# جورج سودن
جورج جی. سودن (به انگلیسی: George J. Sowden)؛ (زادۀ ۱۹۴۲ میلادی) یک طراح و توسعه‌دهندۀ محصول اهل بریتانیا است.

## حرفه
او در دههٔ ۱۹۶۰ میلادی در کالج هنر گلاسترشایر در رشتهٔ معماری تحصیل کرد. در سال ۱۹۷۰ میلادی به میلان نقل مکان کرد و در آنجا با اتوره سوتساس و اولیوتی شروع به کار کرد. به موازات کار طراحی صنعتی روی کامپیوترهای اولیهٔ اولیوتی، او در طول دههٔ ۱۹۷۰ میلادی در پروژه‌های طراحی «رادیکال» تجربی شرکت داشت که او را قادر ساخت تا در سال ۱۹۸۱ میلادی یکی از بنیانگذاران گروه ممفیس شود. جنبش طراحی که تأثیر بسزایی در طراحی در دههٔ هشتاد داشت.
در همان سال ۱۹۸۱ میلادی استودیوی طراحی خود به نام سودن‌دیزاین را تأسیس کرد و با شرکت‌هایی مانند اولیوتی، آلسی، بودام، گوتسینی، لورنز، رانسیلیو، استیل‌کیس، سواچ، سگیس، ممفیس، آی‌پی‌ام، مولینکس، تلکام ایتالیا، تفال و پیرکس همکاری کرد.
در سال ۱۹۹۱ میلادی، سودن جایزۀ پرگار طلا را برای برتری طراحی برای اولیوتی، فکس اُ‌اف‌ایکس۴۲۰ دریافت کرد.

## آثار قابل توجه
در سال ۲۰۱۰ میلادی، سودن دستگاه قهوه دم‌کنی سافت‌برو را توسعه داد، که در سراسر جهان توزیع و فروخته می‌شود، به ویژه با همکاری شرکت طراحی دانمارکی هِی.
- چراغ ستاره، ۱۹۷۳ میلادی
- مناظر آشنا، ۱۹۷۳ میلادی
- سیستم ال۱، اولیوتی، ۷۹–۱۹۷۸ میلادی
- سیستم ال۱، اولیوتی، ۷۹–۱۹۷۸ میلادی